# 鏡原裕一
鏡原 裕一（かがみはら ゆういち。1987年 - ）は、日本の医師。
プライベートクリニック高田馬場院長および通販サイト「モバクリ」を提供する株式会社Mirrorの代表取締役。
オンライン診療と美容皮膚科サービスの提供を行なっている。

## 経歴
1987年、東京都生まれ。板橋区・練馬区で育つ。筑波大学附属小学校、同中学校・高校を卒業。
高校卒業後、医学部を志し、2007年4月に順天堂大学医学部に進学、2013年3月に卒業。
医師免許取得後、東京医療センターで研修を行う。研修医時代に病院医療の在り方に疑問を抱き、自由診療に関心を持つ。美容医療分野に進み、技術を習得するとともに、医療とビジネスの融合について学ぶ。
その後、オンライン診療に着目し、独立。自身のクリニックを設立し、婦人科外来（主にピル処方）、男性更年期外来（主にED治療）、性感染症検査・治療を含むオンライン診療サービスを提供している。
美容皮膚科部門ではジェントルマックスプロを使用した医療脱毛と美容皮膚科施術の提供を行っている。

## 取材・メディア掲載
- 東京ドクターズ インタビュー
- all about 監修記事『性行為をしていないのに、クラミジアに感染することはありますか？』2025年01月21日  （監修記事）『クラミジアの症状・感染経路・治療法…若年層を中心に増える性感染症』2025年01月21日
- PR TIMES

## プライベートクリニック高田馬場
鏡原が院長を務める東京都新宿区の内科、性感染症内科、美容皮膚科のクリニック。